# Przybynin
Przybynin (kaszb. Brinkenowzdôl, niem. Brenkenhofsthal) – osada w Polsce położona w województwie pomorskim, w powiecie słupskim, w gminie Smołdzino. Wieś jest częścią składową sołectwa Łokciowe.
W latach 1975–1998 miejscowość administracyjnie należała do województwa słupskiego.

## Nazwa
Nazwa jest tzw. chrztem nazewniczym i ma charakter pseudodzierżawczy. Powstała przez dodanie do nazwy osobowej Przybyna (por. Przybysław, Przybygniew) formantu -in. Pierwotna niemiecka nazwa Brenkenhofsthal, poświadczona po raz pierwszy w 1789, ma charakter pamiątkowy i składa się z dwóch członów: nazwy osobowej Brenkenhoff (upamiętnienie Franza von Brenkenhoffa) i nazwy pospolitej Tal „dolina”. Friedrich Lorentz odnotował słowińskie adaptacje fonetyczne nazwy niemieckiej: Bri̋ŋkĕno̯vzdǻu̯l, Bri̋ŋkĕnŏvzdáo̯l. Oboczna forma nazwy Brenkowo jest adaptacją fonetyczno-słowotwórczą nazwy niemieckiej.
Rada Języka Kaszubskiego proponuje kaszubską formę nazwy Przëbënino. 